# خورشیدگرفتگی ۱۷ سپتامبر ۱۸۱۱
خورشیدگرفتگی ۱۷ سپتامبر ۱۸۱۱ (به انگلیسی: Solar eclipse of 17 September 1811) یک خورشیدگرفتگی از نوع خورشیدگرفتگی حلقه‌ای بود. این خورشیدگرفتگی در تاریخ  ۱۷ سپتامبر ۱۸۱۱ روی داد که زمان اوج آن، ساعت ۱۸:۴۳:۴۵ به‌وقت ساعت هماهنگ جهانی بوده‌است.  مدت‌زمان و طول این خورشیدگرفتگی ۰۶ دقیقه و ۵۱ ثانیه بود.